# René Roemersma
René Roemersma (Haarlem, 27 maart 1958 – Santander (Spanje), 17 februari 2021) was een Nederlands antiapartheidsactivist. Hij was lid van de links-extremistische, terroristische  Revolutionaire Anti-Racistische Actie (RaRa). Roemersma was het enige RaRa-lid dat voor betrokkenheid bij aanslagen door de groep werd veroordeeld.

## Biografie

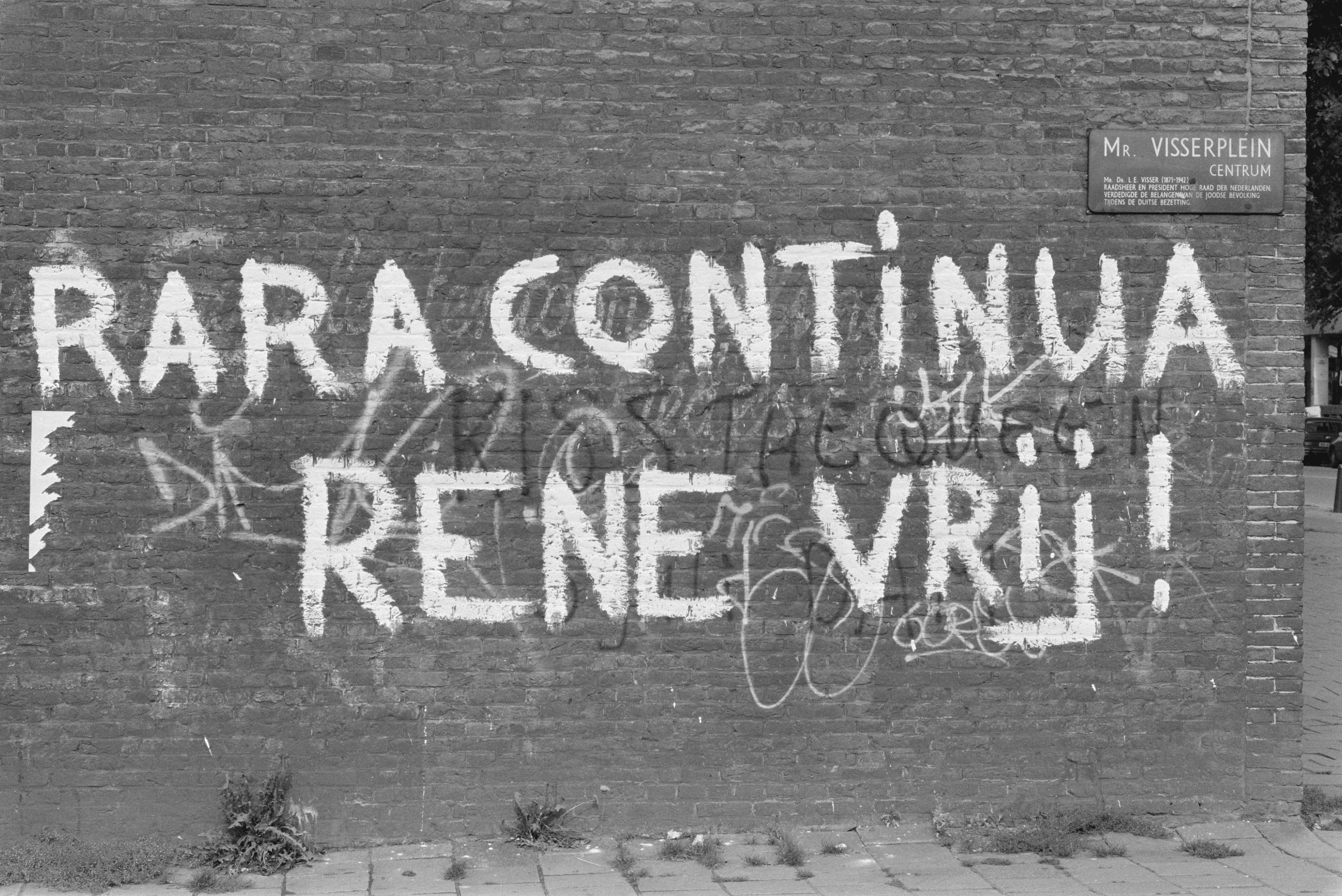
Graffiti op het Mr Visserplein te Amsterdam, 6 september 1988

RaRa pleegde aanslagen op vestigingen van Makro en Forbo en benzinestations van Shell. Met de aanslagen moest worden bereikt dat de desbetreffende bedrijven zich uit Zuid-Afrika terugtrokken. Bij Makro en Forbo werd dit doel bereikt.
Op 11 april 1988 werd Roemersma met zeven andere verdachten aangehouden en aangeklaagd. Roemersma werd als enige veroordeeld; hij kreeg vijf jaar gevangenisstraf. In hoger beroep werd bepaald dat de bewijzen voor vijf van de zes ten laste gelegde aanslagen onrechtmatig waren verkregen. Alleen de veroordeling voor één mislukte aanslag bleef staan en de straf werd teruggebracht tot 18 maanden, waarvan zes voorwaardelijk.
Van 2005 tot 2006 werkte Roemersma bij het Instituut Panos in Parijs. Hij vertegenwoordigde dit instituut in mei 2006 bij de OESO-conferentie Deepening Voice and Accountability to Fight Poverty: a Dialogue of Communication Implementers. In 2006 was hij medewerker van het NiZA en was waarnemer bij de verkiezingen van 2006 in Congo-Kinshasa. Hij publiceerde daarover samen met Jolien Schure het boek Verkiezingen in Congo, over loze beloftes en tellen tot diep in de nacht.
Van 2007 tot mei 2010 was hij als afgezant van de organisatie "Mensen met een Missie" in Ecuador betrokken bij de opbouw van een Latijns-Amerikaans omroepnetwerk ALER.
In 2010 bekende Roemersma in het programma Andere Tijden betrokkenheid bij de aanslagen op drie Makro-vestigingen waarvoor hij nog niet veroordeeld was. Omdat deze misdaden inmiddels waren verjaard, kon Roemersma er niet meer voor vervolgd worden. Over eventuele betrokkenheid bij de door RaRa gepleegde aanslagen op het huis van PvdA-staatssecretaris Aad Kosto wilde Roemersma niets kwijt. Omdat deze aanslagen ten tijde van de uitzending nog niet verjaard waren, overwoog het Openbaar Ministerie het onderzoek ernaar te heropenen. Uiteindelijk zag het daar echter toch van af.
René Roemersma overleed in Noord-Spanje (Cantabrië) in 2021 op 62-jarige leeftijd.